# MDR Kultur
MDR Kultur – Das Radio ist ein Hörfunksender des Mitteldeutschen Rundfunks, der am 1. Januar 1992 als Kulturprogramm unter dem Namen MDR Kultur auf Sendung ging. Ab dem 1. Januar 2004 wurde das Programm des Senders umstrukturiert und der Name in MDR Figaro geändert.
Am 2. Mai 2016 kehrte man im Zuge einer Umstrukturierung des MDR zum alten Namen zurück, wobei zur Unterscheidung der Kulturangebote des MDR im Fernsehen und Internet der Untertitel „Das Radio“ hinzugefügt wurde. Das Programm wurde jedoch nicht verändert.

## Programm von MDR Kultur
MDR Kultur ist ein öffentlich-rechtliches Hörfunkprogramm. Neben aktuellen Hintergrundberichten bietet das Programm Unterhaltungssendungen und liefert darüber hinaus auch Liveübertragungen, z. B. Konzertmitschnitte. MDR Kultur bietet eine Musikauswahl von Jazz, Chanson, Klassik bis hin zu Folk.

## Programmschema
Das Programm von MDR Kultur ist in wenige übergeordnete Sendungen unterteilt, die wiederum aus einer Vielzahl kleinerer Rubriken bestehen. Das Sendeschema wurde nach dem Namenswechsel 2016 von MDR Figaro übernommen.
MDR Kultur sendet keine selbstproduzierten Nachrichten. Stattdessen werden, wie auch bei MDR Klassik, die Nachrichten von MDR Aktuell übernommen.
- 00 Uhr – Die Nacht (gemeinsames Programm mit Bremen Zwei)
- 06 Uhr – MDR Kultur am Morgen mit Wort zum Tage, Kultur kompakt – Kulturnachrichten, Kalenderblatt, Presseschau, MDR Kultur empfiehlt – CD-Tipps
- 09 Uhr – MDR Kultur am Vormittag – mit Lesezeit, Kulturtipps
- 12 Uhr – MDR Kultur am Mittag – mit Lebensart und Kultur kompakt
- 15 Uhr – MDR Kultur am Nachmittag – mit MDR Kultur empfiehlt – CD-Tipps, MDR Kultur Vorschau, Musik Forum und Spezial Musik
- 19 Uhr – MDR Kultur am Abend – u. a. mit Jazz, Folk, Radio Café, Hörspielen, Lesungen

## Geschichte

### MDR Kultur (1992–2004)
Unter dem Namen Das Zuhör-Radio startete mit MDR Kultur am 1. Januar 1992 ein Kulturprogramm. Das Programm deckte zahlreiche Facetten der Kultur ab. In den Sendungen für Kinder, für künstlerisches Wort, für Musik und Talk, Rätsel und Wunschmusik bot MDR Kultur abwechslungsreiche Inhalte. Eigene Sendungen gab es täglich von 6:00 bis 24:00 Uhr, ausgestrahlt und konzipiert als Tagesbegleitprogramm für einen möglichst weiten Nutzerkreis kulturinteressierter Hörer. Über den Tag verteilt gab es bei MDR Kultur aktuelle Hintergrundberichte der Bereiche Kultur, Politik, Gesellschaft, Familie, Bildung und Alltagskultur. Abends und am Wochenende sendete MDR Kultur Hörspiele, Features, Lesungen, Radio-Talks und Kinderfunk. In musikalischer Hinsicht setzte sich das Programm vor allem aus regionalen Produktionen zusammen. Daher gab es Konzerte der Orchester und Chöre des MDR sowie herausragende Darbietungen regionaler Orchester und Chöre aus Sachsen, Thüringen und Sachsen-Anhalt. Die Programmvielfalt wurde erweitert durch ein Musikangebot von Jazz, Chanson, Filmmusik, Weltmusik und anspruchsvollem Pop.
Programm bis Ende 2003
Das Programm MDR Kultur bestand aus Sendungen der drei Gruppen Journal, Künstlerisches Wort und Musik. In nachfolgender Tabelle finden sich die der entsprechenden Rubrik zugeordneten Sendungen wieder.
Journal
| - Figaro. Das Journal - MDR Kultur Cafe | - Morgenstimmung - Pasticcio | - Triangel - Tutti |

Künstlerisches Wort
| - Fundus - Hör-Spiel-Kiste (Kinderhörspiele) - Hör-Spiel-Zeit - Kabarett | - Krims Krams Kraxel (Kindersendung) - Der Krimi zur guten Nacht - Lesezeit - Radio DOK (Radio-Features/ Dokumentationen) | - Radio Komödie - Sonntagsraten - Studiospezial - Studiozeit |

Musik
| - Bordun (Weltmusik) - Chormusik - Das Neue Werk - Jazz in Concert - Jazz-Klang-Aspekte - Jazz-Zeit | - Die Orgel - Konzertsaal (Konzertübertragungen) - Logenplatz (Opernübertragungen) - Musikalische Nocturne | - Profile - Satchmo (Jazz) - Songs und Chansons - Tivoli - Wunschkonzert |

Im „Millenniumsjahr“ 1999 gab es die Serie „Meine liebe…! Sehr verehrter…!“ Briefe eines Jahrhunderts, in der Schauspieler täglich einen Brief (bzw. einen Ausschnitt eines längeren Briefs) einer meist prominenten Persönlichkeit des 20. Jahrhunderts vorlasen. Die Serie wurde 1999 in einem 750-seitigen Buch dokumentiert. Im Jahre 2000 erschien darüber hinaus eine Auswahl von 60 Briefausschnitten in einer 3-CD-Edition.
Von 2000 bis 2004 wurde auf demselben Sendeplatz die Serie Fundus mit meist humorvollen oder aphoristischen Essays und Kurztexten, die ebenfalls von bekannten Schauspielern eingesprochen waren, ausgestrahlt. Ausgewählte Beiträge auch dieser Serie wurden als CD-Sammlung veröffentlicht.

### Triangel
Triangel, „das Radio zum Lesen“, war eine programmbegleitende Broschüre von MDR Kultur bzw. Figaro. Namensgeber war das akzentuierende Schlaginstrument, dessen dreiseitige Form zudem eine Anspielung auf die drei Länder des Sendegebiets war. Die monatlich erscheinende, ca. 160-seitige Broschüre informierte die Abonnenten über das Programm, verschiedene Veranstaltungen, Außenproduktionen und Livemitschnitte des MDR, lieferte aber auch ausführliche Artikel über das mitteldeutsche Kulturgeschehen, Musik- und Rundfunkgeschichte. Triangel erschien von 1996 bis Anfang 2008.

### MDR Figaro (2004–2016)
Am 1. Januar 2004 wurde das Programm umstrukturiert und in MDR Figaro umbenannt. Zuvor war „Figaro“ bereits Name zweier Sendungen auf MDR Kultur, der Journale Figaro am Morgen und Figaro am Nachmittag, gewesen. Einige Programmelemente (Lesezeit, Konzerte, Hörspiele und Features) wurden beibehalten. Andererseits sollten vermehrt Inhalte aus der Alltagskultur in das Programm aufgenommen werden.
Im Jahre 2009 übte die Neue Musikzeitung (NMZ) Kritik am Sendekonzept und Inhalten von MDR Figaro. Weiter beklagte die NMZ das Fehlen einer Redaktion für Neue Musik und den daraus direkt abzuleitenden Folgen für den Kulturauftrag des Senders.

### MDR Kultur (seit 2016)
Am 18. Februar 2016 wurde bekannt, dass MDR Figaro zum 2. Mai 2016 wieder in MDR Kultur umbenannt werden soll. Bereits im März 2016 stellte der MDR auf der Leipziger Buchmesse sein neues Kulturportal mdr-kultur.de der Öffentlichkeit vor, worin alle Kulturinhalte in Radio, Fernsehen und Internet, die bis dahin auf unterschiedlichen Seiten des MDR verteilt waren, nun auf einer Plattform präsentiert werden. Seitdem werden Angebote in den sozialen Netzwerken sowie der MDR-eigenen Community gebündelt. In diesem Rahmen verbreitet seit dem erneuten Namenswechsel vom 2. Mai 2016 auch der Radiosender sein Programm wieder unter der Marke MDR Kultur.

## Empfangbarkeit
MDR Kultur kann in Sachsen, Sachsen-Anhalt und Thüringen sowie den angrenzenden Bundesländern terrestrisch über UKW empfangen werden. Außerdem wird es im terrestrischen Digitalradio (DAB+) und über Satellit ausgestrahlt, in Kabelnetze eingespeist und im Internet als Livestream angeboten.
Neben der UKW-Verbreitung auf nachfolgenden Frequenzen im MDR-Sendegebiet ist MDR Kultur digital via Satellit, über DAB+ und per Internetstream empfangbar.
| - Leipzig (88,4 MHz) - Oschatz (98,9 MHz) - Dresden (95,4 MHz) - Löbau (96,2 MHz) - Chemnitz (87,7 MHz) - Schöneck (98,7 MHz) - Markneukirchen (106,4 MHz) - Zittau (95,4 MHz) | - Saalfeld (100,7 MHz) - Dequede (89,4 MHz) - Brocken (107,8 MHz) - Wittenberg (104,0 MHz) - Kapaunberg (107,4 MHz) - Hoyerswerda (94,7 MHz) - Seifhennersdorf (103,4 MHz) | - Jena (96,4 MHz) - Inselsberg (87,9 MHz) - Sonneberg (95,2 MHz) - Suhl (89,8 MHz) - Gera (103,9 MHz) - Ronneburg (103,9 MHz) - Klingenthal (98,4 MHz) |

Satellitenempfang
Die Verbreitung von MDR Kultur erfolgt innerhalb des digitalen Programmangebots der ARD, ARD Digital, unter nachfolgenden Empfangsparametern. Der Empfang setzt den Gebrauch eines digitalen DVB-S-Receivers voraus.
- Astra-Satellitenfrequenz: 12.110 MHz horizontal
- Symbolrate (SR): 27,500 MSymbols/s
- Fehlerschutz (FEC): 3/4

Daneben war der Empfang des Senders über Astra Digital Radio (ADR) möglich. Das Programm war zu empfangen über die ADR-Unterträgerfrequenz 6,66 MHz auf der Astra-Satellitenfrequenz 11.112 MHz horizontal.

## Senderlogos

Logo bis 2004
Logo bis zum 1. Mai 2016
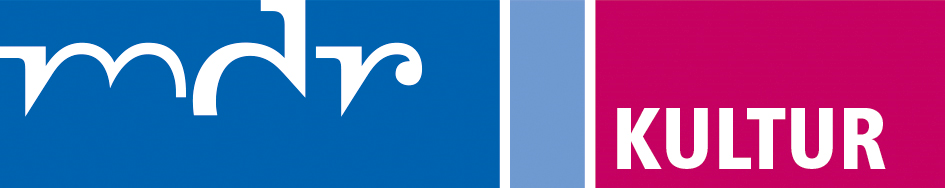
Logo vom 2. Mai 2016 bis Ende September 2016
Logo seit Oktober 2016

## Organisation

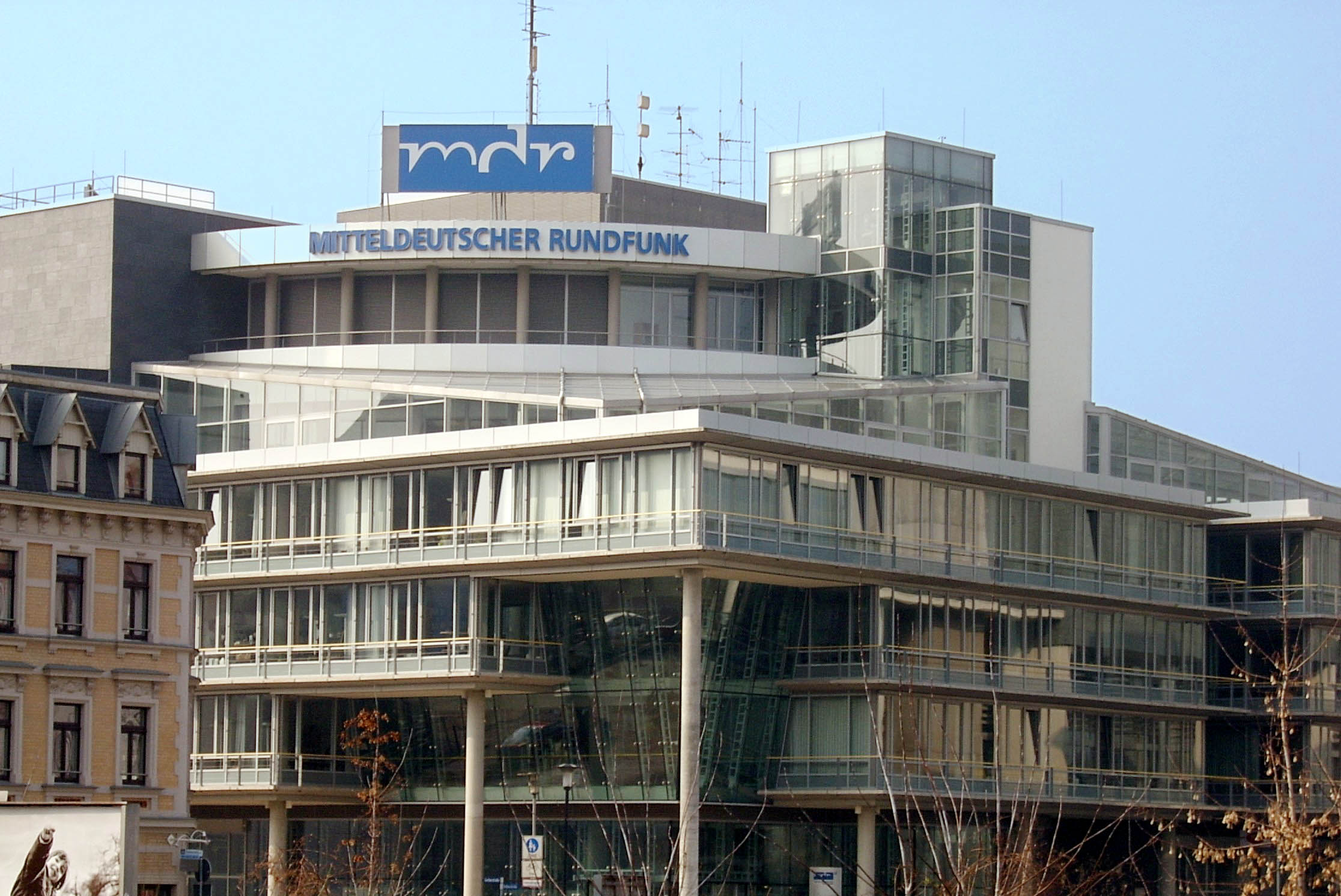
MDR-Hörfunkzentrale in Halle (Saale)

Als gründender Programmchef der am 1. Januar 1992 beginnenden Sendungen von MDR Kultur agierte der 1954 in Stollberg/Erzgebirge geborene Musikwissenschaftler Detlef Rentsch, der diesem Kulturkanal 22 Jahre lang bis Mai 2014 vorstand.
Seit Januar 2016 wird das Programm von der Hauptredaktion Kultur des Mitteldeutschen Rundfunks verantwortet, die nicht nur für den Hörfunksender, sondern auch für Kultursendungen im MDR Fernsehen sowie das Internetportal MDR Kultur verantwortlich ist. Leiterin der Hauptredaktion Kultur ist Jana Cebulla. Leiterin der Programmdirektion Halle (Saale) ist Jana Brandt. Eine prägende Persönlichkeit bei MDR Kultur war der langjährige Programmchef Reinhard Bärenz. Dieser verstarb am 9. Februar 2023 nach kurzer schwerer Krankheit im Alter von 64 Jahren.

## Slogans
- MDR Kultur – Das Zuhör-Radio (1992)
- MDR Kultur – Kultur ist was für jeden Tag (ca. 2000)
- MDR Figaro – Das Schöne lauert überall (2004)
- Figaro – Das Kultur-Radio (2006)
- MDR Figaro – Kultur und gut (2009)
- MDR Kultur – Das Radio (2016)